# Kommunisten Russlands
Die Kommunisten Russlands (KR) (russisch Коммунисты России) ist eine 2012 gegründete kommunistische Partei in Russland.

## Geschichte
Am 23. Mai 2009 fand der Gründungskongress statt, auf welchem die Kommunisten Russlands sich als Non-Profit-Organisation gründeten.
Am 22. April 2012 wurde auf dem 3. Kongress der Organisation beschlossen die Organisation in eine Politische Partei umzuwandeln.
Am 18. März 2022 fand ein außerordentlicher Parteitag statt, auf dem ein neuer Vorsitzender des Zentralkomitees der Partei, Sergej Alexandrowitsch Malinkowitsch, gewählt wurde.

### Teilnahme an Wahlen
Bei den Dumawahlen 2016 erreichte die Partei 2,28 %. Da sie es nicht über die landesweite 5-Prozent-Sperrklausel schaffte, zogen die Kommunisten Russlands nicht in die russische Staatsduma ein.
Bei den Gouverneurswahl in der Oblast Samara 2018 erreichte die Partei 4,03 %. Damit verlor Witali Kirsanow mit 46.030 Stimmen.
Im Februar 2017 kündigte das Zentralkomitee der Partei die Nominierung des Parteivorsitzenden Maxim Suraikin als Kandidaten für die Präsidentschaftswahl 2018 an. Suraikins Ziel war es dabei, mindestens auf den zweiten Platz zu kommen und damit Sjuganows große Kommunistische Partei der Russischen Föderation zu besiegen. Er erreichte dies mit 499.306 Stimmen oder 0,68 % nicht.

## Die Beziehungen zur KPRF
Die Organisation wurde als Alternative zur Kommunistischen Partei der Russischen Föderation (KPRF) gegründet. Die Kommunisten Russlands kritisieren Gennadi Sjuganow und glauben, dass die Kommunistische Partei unter seiner Führung nicht in der Lage sei, die verlorene Macht wiederzuerlangen. Einige ehemalige Mitglieder des Politbüros der Kommunistischen Partei verließen diese als Folge des Konfliktes mit der Führung. Auch der gegenwärtige Parteivorsitzende, der an mehreren Firmen beteiligte Maxim Suraikin, gehörte ehemals der KPRF an. Diese ging wegen der Verwendung ihrer Symbolik bereits gerichtlich gegen die KR vor. Nach Meinung der KPRF und einiger politischer Beobachter gelten die Kommunisten Russlands als Spoiler-Partei, eine künstlich zur KPRF durch die russische Machtelite geschaffene Konkurrenz.